# 加勒比足球聯盟

紅色為加勒比海足球聯盟成員國。

加勒比海足球聯盟是專門管轄加勒比海足球事務的體育組織，轄下的賽事有加勒比海盃及加勒比海聯賽冠軍盃等。現時，該組織共有31個成員國，包括：
| - 聖馬丁 - 瓜德羅普 - 馬提尼克 - 法屬圭亞那 - 巴哈馬 - 圭亞那 - 牙買加 - 法屬聖馬丁 - 古巴 - 海地 | - 安圭拉 - 阿魯巴 - 庫拉索 - 巴巴多斯 - 開曼群島 - 多米尼克 - 格林納達 - 波多黎各 - 聖盧西亞 - 百慕達群島 | - 蒙特塞拉特 - 安提瓜和巴布達 - 英屬維爾京群島 - 多明尼加共和國 - 聖基茨和尼維斯 - 千里達及托巴哥 - 美屬維爾京群島 - 特克斯與凱科斯群島 - 聖文森特和格林納丁斯 - 蘇里南 |

## 外部連結
- 官方网站